# Heteragrion chlorotaeniatum
Heteragrion chlorotaeniatum är en trollsländeart som beskrevs av De Marmels 1989. Heteragrion chlorotaeniatum ingår i släktet Heteragrion och familjen Megapodagrionidae. Inga underarter finns listade i Catalogue of Life.